# أللوز
الأللوز (بالإنجليزية: Allose) هو سكر من السكريات السداسية الألديهيدية. وهو سكر أحادي نادر. يتميز بحلقة سداسية تتكون من  5 ذرات كربون وذرة  أكسجين.

## خواصــه
تحدث فيه في المحاليل المائية أن يأخذ الشكل الحلقي ، وينشأ توازن بين بنية في شكل ألدهايد مع نوعين من الأشكال الحلقية  : شكل الفورانوز  وشكل البيرانوز  :

صيغة بنية اللوز الخطية

| D-Allose              | D-Allose              | D-Allose             |
| الصيغة الخطية         | صيغة هاورث            | صيغة هاورث           |
| --------------------- | --------------------- | -------------------- |
|                       | α-D-Allofuranose 5 %  | β-D-Allofuranose 7 % |
| α-D-Allopyranose 18 % | β-D-Allopyranose 70 % |                      |

## اقرأ أيضا
- ريبوز
- فورانوز
- ريبوز منقوص الأكسجين